# 沃尔特·戴维斯 (1931年)
沃尔特·戴维斯（英語：Walt Davis，1931年1月5日—2020年11月17日），美国男子田径、篮球运动员。他曾代表美国参加1952年夏季奥林匹克运动会田径比赛，结果在男子跳高项目上获得金牌。